# Halina Szustak
Halina Maria Szustak (ur. 15 kwietnia 1945 w Siedliskach) – polska polityk, przedsiębiorca i plastyk, posłanka na Sejm IV kadencji.

## Życiorys
W 1975 ukończyła Liceum Technik Plastycznych, a następnie także Studium Edukacji Narodowej w Legnicy. Od 1964 do 1967 pracowała jako rejestratorka produkcji w Zakładach Przemysłu Bawełnianego w Kudowie. Następnie, do 1969 była szyldziarzem w Zakładach Remontowo-Budowlanych w Legnicy. Od 1969 do 1972 pełniła funkcję dyrektora Wojewódzkiej Spółdzielni Spożywców „Społem” w tym mieście. W latach 1972–1987 pracowała jako projektantka odzieży w dwóch legnickich zakładach. Od 1987 do 1995 prowadziła działalność gospodarczą. W 1997 założyła Stowarzyszenie Uwłaszczeniowe i Gospodarcze w Legnicy.
W wyborach samorządowych w 1998 bezskutecznie ubiegała się o mandat radnej Legnicy z listy komitetu Rodzina Polska. W wyborach parlamentarnych w 2001 została wybrana na posłankę IV kadencji. Startowała z listy Ligi Polskich Rodzin w okręgu legnickim. Zasiadała w Komisji Skarbu Państwa oraz Komisji Mniejszości Narodowych i Etnicznych. W kwietniu 2004 wystąpiła z klubu parlamentarnego LPR i współtworzyła koło poselskie Dom Ojczysty. Zasiadała też początkowo we władzach powołanego w 2005 Ruchu Patriotycznego. Bezskutecznie ubiegała się o sejmową reelekcję w 2005 z listy Domu Ojczystego w okręgu warszawskim, w 2006 o mandat radnego sejmiku dolnośląskiego z ramienia Prawa i Sprawiedliwości, a w 2010 o mandat radnego Legnicy z listy Ruchu Społecznego Legniczan.